# Punktion

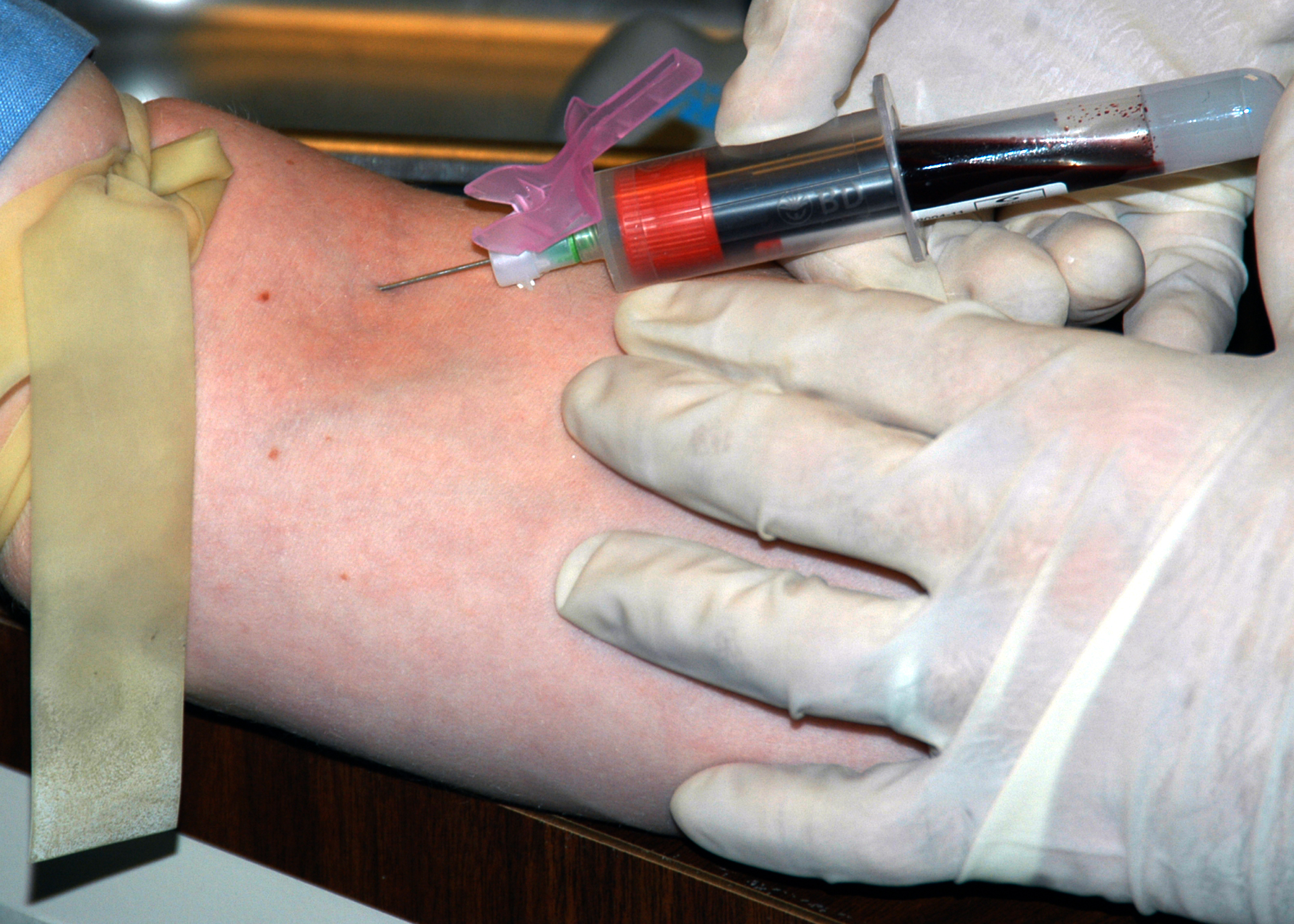
Venenpunktion zur Blutabnahme beim Menschen

Eine Punktion (lateinisch punctio „Stechen“, zu pungere „stechen“) ist in der Medizin das Einführen einer Nadel oder eines anderen spitzen Instrumentes. Die bei einer Kanülierung aufgenommene Gewebsflüssigkeit oder -probe heißt Punktat. Die häufigste Punktion ist das Anstechen einer Blutader als perkutane Venenpunktion (Venaepunctio, Venenkatheterismus,) zur Blutentnahme oder zur intravenösen Injektion.
Eine Punktion kann zur Einspritzung in den Körper (z. B. intravenöse Injektion) oder zur Entnahme aus dem Körper (z. B. Lumbalpunktion) dienen. Hierzu verwendet man Hohlnadeln (Kanüle, Trokar).
Punktionen werden vorgenommen
- zur Injektion von flüssigen Medikamenten
- zur Entnahme von Körperflüssigkeiten wie
  - Blut
  - Harn (Suprapubische Blasenpunktion)
  - Synovia (Gelenkflüssigkeit)
  - Liquor cerebrospinalis (Hirnwasser) (Lumbalpunktion)
  - Peritonealflüssigkeit
  - Pleuraflüssigkeit (Pleurapunktion)
  - Knochenmark (Knochenmarkpunktion)

- zur Entnahme von Gewebsproben (Stanzbiopsie oder Feinnadelbiopsie; offene chirurgische oder minimal invasive Biopsie)
- zum Ablassen krankhafter Flüssigkeitsansammlungen
  - Eiter in Abszessen
  - Blut unter Nägeln (Nageltrepanation)
- zum Ablassen von Gasansammlungen (z. B. im Darm oder Pansen)

Einige Organe sind bei entsprechenden Fertigkeiten leicht zu punktieren (z. B. oberflächliche Blutgefäße, Haut, Leber). Andere Organe sind schwer zu punktieren oder die Punktion ist wegen der Verletzung des Organs oder benachbarter Organe gefährlich (z. B. Milz, Gallenblase, Darm). Zur gezielten Punktion tiefer gelegener Organe verwendet man bildgebende Verfahren wie Ultraschall oder CT.
Da einige Punktionen durchaus schmerzhaft sein können, ist es ratsam, gegebenenfalls zuvor eine örtliche Betäubung vorzunehmen und/oder ein Beruhigungsmittel zu verabreichen.